# Mariendrebber
Mariendrebber ist ein Ortsteil der Gemeinde Drebber im niedersächsischen Landkreis Diepholz.

## Geographie und Verkehrsanbindung
Der Ort liegt im südöstlichen Bereich der Gemeinde Drebber nordwestlich von Jacobidrebber. Durch den Ort verläuft die Kreisstraße K 30. Am südöstlichen Ortsrand fließt die Hunte, südöstlich verläuft die B 51.

## Sehenswürdigkeiten
In der Liste der Baudenkmale in Drebber sind für Mariendrebber drei Baudenkmale aufgeführt, darunter 
- die gotische Backsteinkirche St. Marien, eine Saalkirche (siehe Drebber#Kirchen in Drebber).